# 能登町立能都中学校
能登町立能都中学校（のとちょうりつ のとちゅうがっこう）は、石川県鳳珠郡能登町藤波井にある公立中学校。

## 沿革
- 1964年（昭和39年）9月1日 - 能都町立の宇出津（うしつ）・三波（さんなみ）・神野（かんの）の3中学校を統合して能都町立能都中学校を新設。
- 2005年（平成17年）3月1日 - 能登町発足により能登町立能都中学校に改称。
- 2012年（平成24年）9月1日 - 石川県立宇出津高等学校跡地に新校舎竣工。
- 2014年（平成26年）4月1日 - 能登町立鵜川中学校を統合。
- 2024年（令和6年）
  - 1月1日 - 能登半島地震が発生。避難所となった[1]。
  - 1月17日 - 馳浩石川県知事は、本校がある能登町と珠洲市の中学生計約140名を金沢市の施設に集団移転させ、21日から受け入れる事を決定した[2]。
- 2025年
  - 4月1日 - 能登町立小木中学校を統合。

## 学校行事
- 入学式 - 4月
- 部活動紹介 - 4月
- 生徒総会 -
- 体育祭 - 9月
- 文化祭（能都中祭） - 11月
- 球技大会 - 1月（たまに）
- 卒業式 - 3月

## 生徒会活動・部活動など

### 生徒会
生徒会執行部を頂点に、以下の6委員会が存在する。
- 生活委員会
- 美化委員会
- 給食委員会
- 保健委員会
- 図書委員会
- 体育委員会

### 運動部
2024年現在、6つの部が存在する。
- 野球部（男）
- ソフトテニス部（女）
- 相撲部（男）
- バスケットボール部（男・女）
- バレーボール部（女）
- バドミントン部（男・女）

### 文化部
2024年現在唯一となる文化部である。
- 吹奏楽部

## 通学区域
能登町立宇出津小学校及び能登町立鵜川小学校の通学区域
ごく数人だが能登町立柳田小学校・能登町立小木小学校学区域より通学している生徒がいる。